# Saison 3 d'American Wives
Chronologie
Saison 2 Saison 4
Cet article présente le guide des épisodes de la troisième saison du feuilleton télévisé American Wives (Army Wives).

## Épisodes

### Épisode 1:Abandonnée
- États-Unis : 7 juin 2009
- France : date inconnue
- Québec : 5 janvier 2011 sur Séries+[1]

- États-Unis : 3,48 millions de téléspectateurs[2] (première diffusion)

- Richard Bryant (Jeremy Sherwood)
- Ivan Sergei (Colin Richards)
- David Call (Mack)
- Paul Wesley (Logan Atwater)
- Kelly Hu (Jordanna Davis)
- Jeff Rose (Maire Bryce Odgen)
- Jake Johnson (Lucas Moran)
- Chloe Taylor (Katie Moran)
- Luke Bartelme (T.J. LeBlanc)
- John White Jr. (Finn LeBlanc)

### Épisode 2:Faux Départ
- États-Unis : 14 juin 2009
- Québec : 12 janvier 2011

- États-Unis : 3,71 millions de téléspectateurs[3] (première diffusion)

- Jake Johnson (Lucas Moran)
- Chloe Taylor (Katie Moran)
- Luke Bartelme (T.J. LeBlanc)
- John White Jr. (Finn LeBlanc)
- Brittney Winbush (Danielle Crawford)
- Kathryn Kim (Sandy Harada)
- Jordan Woods-Robinson (Scott Keller)
- Tonya Pinkins (Viola Crawford)

### Épisode 3:Déménagement
- États-Unis : 21 juin 2009
- Québec : 19 janvier 2011

- Jake Johnson (Lucas Moran)
- Chloe Taylor (Katie Moran)
- Luke Bartelme (T.J. LeBlanc)
- John White Jr. (Finn LeBlanc)

### Épisode 4:Le Retour
- États-Unis : 28 juin 2009
- Québec : 26 janvier 2011

- Richard Bryant (Jeremy Sherwood)
- Luke Bartelme (T.J. LeBlanc)
- John White Jr. (Finn LeBlanc)
- Jake Johnson (Lucas Moran)
- Chloe Taylor (Katie Moran)

### Épisode 5:Changement de cap
- États-Unis : 5 juillet 2009
- Québec : 2 février 2011

- États-Unis : 3,62 millions de téléspectateurs[4] (première diffusion)

- Bill Murphey (George Cameron)
- Todd Truley (Stuart Larkin)
- Jake Johnson (Lucas Moran)
- Chloe Taylor (Katie Moran)
- Luke Bartelme (T.J. LeBlanc)
- John White Jr. (Finn LeBlanc)

### Épisode 6:Familles d'accueil
- États-Unis : 12 juillet 2009
- Québec : 9 février 2011

- États-Unis : 3,82 millions de téléspectateurs[5] (première diffusion)

- Jake Johnson (Lucas Moran)
- Chloe Taylor (Katie Moran)
- Luke Bartelme (T.J. LeBlanc)
- John White Jr. (Finn LeBlanc)
- Melissa Ponzio (Angie)
- Clifton Powell (Terrence Price)
- Michelle Perales (Sgt. Maria Barranco)
- Michael O'Neill (Révérand Bankard)

### Épisode 7:Haneen
- États-Unis : 19 juillet 2009
- Québec : 16 février 2011

- Matthew Glave (Evan Connor)
- Jake Johnson (Lucas Moran)
- Chloe Taylor (Katie Moran)
- Luke Bartelme (T.J. LeBlanc)
- John White Jr. (Finn LeBlanc)
- Burgess Jenkins (Kurt Dandridge)
- Aleene Khoury (Haneen)

### Épisode 8:Tactique
- États-Unis : 26 juillet 2009
- Québec : 23 février 2011

- Matthew Glave (Evan Connor)
- Luke Bartelme (T.J. LeBlanc)
- John White Jr. (Finn LeBlanc)
- Jake Johnson (Lucas Moran)
- Chloe Taylor (Katie Moran)
- Aleene Khoury (Haneen)

### Épisode 9:Évolution
- États-Unis : 2 août 2009
- Québec : 2 mars 2011

- États-Unis : 3,89 millions de téléspectateurs[6] (première diffusion)

- Luke Bartelme (T.J. LeBlanc)
- John White Jr. (Finn LeBlanc)
- Jake Johnson (Lucas Moran)
- Chloe Taylor (Katie Moran)
- Aleene Khoury (Haneen)

### Épisode 10:La Chanteuse et l'enfant
- États-Unis : 9 août 2009
- Québec : 9 mars 2011

- Luke Bartelme (T.J. LeBlanc)
- John White Jr. (Finn LeBlanc)
- Jake Johnson (Lucas Moran)
- Chloe Taylor (Katie Moran)
- Brian Harrison (lui-même)
- Tonya Pinkins (Viola Crawford)
- Eric Goins (Jeff Smith)

### Épisode 11:Opération tango
- États-Unis : 16 août 2009
- Québec : 16 mars 2011

- États-Unis : 4,01 millions de téléspectateurs[7] (première diffusion)

- Luke Bartelme (T.J. LeBlanc)
- John White Jr. (Finn LeBlanc)
- Jake Johnson (Lucas Moran)
- Chloe Taylor (Katie Moran)
- Will Cobbs (Brian Day)
- Kelly Bishop (Jean Calhoun)
- Nevada Caldwell (Lindsay)

### Épisode 12:Premiers Symptômes
- États-Unis : 23 août 2009
- Québec : 23 mars 2011

- États-Unis : 3,86 millions de téléspectateurs[8] (première diffusion)

- Luke Bartelme (T.J. LeBlanc)
- Richard Bryant (Jeremy Sherwood)
- Roy Huang (George Wu)
- Noah Lomax (Byron Dunwood)
- Jennifer Missoni (Madeline Marcon)
- Haviland Morris (Dr. Melinda Jernigan)
- Eric Hunsley (Dr. Edward Spencer)

### Épisode 13:Secrets
- États-Unis : 30 août 2009
- Québec : 30 mars 2011

- États-Unis : 4,19 millions de téléspectateurs[9] (première diffusion)

- Luke Bartelme (T.J. LeBlanc)
- John White Jr. (Finn LeBlanc)
- Jake Johnson (Lucas Moran)
- Chloe Taylor (Katie Moran)

### Épisode 14:Confiance
- États-Unis : 13 septembre 2009
- Québec : 6 avril 2011

- États-Unis : 3,90 millions de téléspectateurs[10] (première diffusion)

- Richard Bryant (Jeremy Sherwood)
- Luke Bartelme (T.J. LeBlanc)
- John White Jr. (Finn LeBlanc)
- Jake Johnson (Lucas Moran)
- Chloe Taylor (Katie Moran)

### Épisode 15:En ce moment-là
- États-Unis : 20 septembre 2009
- Québec : 13 avril 2011

- États-Unis : 3,29 millions de téléspectateurs[11] (première diffusion)

- Luke Bartelme (T.J. LeBlanc)
- John White Jr. (Finn LeBlanc)
- Jake Johnson (Lucas Moran)
- Chloe Taylor (Katie Moran)

### Épisode 16:La Recrue
- États-Unis : 27 septembre 2009
- Québec : 20 avril 2011

- États-Unis : 3,38 millions de téléspectateurs[12] (première diffusion)

- Richard Bryant (Jeremy Sherwood)
- Luke Bartelme (T.J. LeBlanc)
- John White Jr. (Finn LeBlanc)
- Jake Johnson (Lucas Moran)
- Chloe Taylor (Katie Moran)

### Épisode 17:Compétition
- États-Unis : 4 octobre 2009
- Québec : 27 avril 2011

- États-Unis : 3,38 millions de téléspectateurs (première diffusion)

- Luke Bartelme (T.J. LeBlanc)
- John White Jr. (Finn LeBlanc)
- Jake Johnson (Lucas Moran)
- Chloe Taylor (Katie Moran)

### Épisode 18:La Générale
- États-Unis : 11 octobre 2009
- Québec : 4 mai 2011[13]

- États-Unis : 3,93 millions de téléspectateurs[14] (première diffusion)

- Holly Marie Combs (Janey)
- Richard Bryant (Jeremy Sherwood)
- Luke Bartelme (T.J. LeBlanc)
- John White Jr. (Finn LeBlanc)
- Jake Johnson (Lucas Moran)
- Chloe Taylor (Katie Moran)